# M6.1
Die M6.1 (bosnisch/kroatisch Magistralna cesta bzw. serbisch Магистрални пут/Magistralni put) ist eine Magistralstraße in Bosnien und Herzegowina. Sie führt von der kroatischen Grenze bei Resanovci über Bosansko Grahovo, Livno, Posušje, Široki Brijeg und Mostar nach Gacko zur M20.